# Oscar 1939
A 11ª cerimônia de entrega dos Academy Awards (ou Oscars 1939), apresentada pela Academia de Artes e Ciências Cinematográficas, premiou os melhores atores, técnicos e filmes de 1938 no dia 23 de fevereiro de 1939, em Los Angeles. O mestre de cerimônias foi o presidente da Academia, Frank Capra, que venceu os prêmios de Melhor Filme e Melhor Direção naquele ano.
Essa edição do Oscar marca a única ocasião em que foram anunciadas as indicações de não vencedores do Prêmio Memorial Irving G. Thalberg, que foi conquistado por Hal B. Wallis. Ainda nessa edição, os atores Deanna Durbin e Mickey Rooney receberam o Oscar Juvenil e Walt Disney recebeu o Oscar honorário por Branca de Neve e os Sete Anões.
A comédia You Can't Take It with You foi premiada na categoria mais importante: melhor filme.

## Indicados e vencedores
| Melhor Filme - You Can't Take It with You – Frank Capra para a Columbia - The Adventures of Robin Hood – Hal B. Wallis e Henry Blanke para a Warner Bros. - Alexander's Ragtime Band – Darryl F. Zanuck e Harry Joe Brown para a 20th Century Fox - Boys Town – John W. Considine Jr. para a Metro-Goldwyn-Mayer - The Citadel – Victor Saville para a Metro-Goldwyn-Mayer - Four Daughters – Hal B. Wallis e Henry Blanke para a Warner Bros. e First National - La Grande Illusion – Frank Rollmer e Albert Pinkovitch para a R. A. C. e World Pictures - Jezebel – Hal B. Wallis e Henry Blanke para a Warner Bros. - Pygmalion – Gabriel Pascal para a Pascal Film Productions - Test Pilot – Louis D. Lighton para a Metro-Goldwyn-Mayer | Melhor Diretor - Frank Capra – You Can't Take It with You - Michael Curtiz – Angels with Dirty Faces - Michael Curtiz – Four Daughters - Norman Taurog – Boys Town - King Vidor – The Citadel |
| Melhor Ator/Actor (Principal) - Spencer Tracy – Boys Town - Charles Boyer – Algiers - James Cagney – Angels with Dirty Faces - Robert Donat – The Citadel - Leslie Howard – Pygmalion | Melhor Atriz/Actriz (Principal) - Bette Davis – Jezebel - Fay Bainter – White Banners - Wendy Hiller – Pygmalion - Norma Shearer – Marie Antoinette - Margaret Sullavan – Three Comrades |
| Melhor Ator/Actor Coadjuvante/Secundário - Walter Brennan – Kentucky - John Garfield – Four Daughters - Gene Lockhart – Algiers - Robert Morley – Marie Antoinette - Basil Rathbone – If I Were King | Melhor Atriz/Actriz Coadjuvante/Secundária - Fay Bainter – Jezebel - Beulah Bondi – Of Human Hearts - Billie Burke – Merrily We Live - Spring Byington – You Can't Take It With You - Miliza Korjus – The Great Waltz |
| Melhor História Original - Boys Town – Eleanore Griffin e Dore Schary - Alexander's Ragtime Band – Irving Berlin - Angels with Dirty Faces – Rowland Brown - Mad About Music – Marcella Burke e Frederick Kohner - Blockade – John Howard Lawson - Test Pilot – Frank Wead | Melhor Roteiro/Argumento Adaptado - Pygmalion – George Bernard Shaw, Ian Dalrymple, Cecil Lewis e W. P. Lipscomb por Pigmalião (peça) de Shaw - Four Daughters – Lenore Coffee e Julius J. Epstein por Sister Act de Fannie Hurst - The Citadel – Ian Dalrymple, Elizabeth Hill e Frank Wead por A Cidadela de A. J. Cronin - Boys Town – John Meehan e Dore Schary, baseado em uma história de Schary e Eleanore Griffin - You Can't Take It With You – Robert Riskin por You Can't Take It With You (peça) de George S. Kaufman e Moss Hart |
| Melhor Curta-metragem em Uma Bobina - That Mothers Might Live – MGM - The Great Heart – MGM - Timber Toppers – 20th Century Fox | Melhor Curta-metragem em Duas Bobinas - Declaration of Independence – Warner Bros. - Swingtime in the Movies – Warner Bros. - They're Always Caught – MGM |
| Melhor Trilha Sonora/Banda Sonora - Alexander's Ragtime Band – Alfred Newman - Carefree – Victor Baravalle - Storm Over Bengal – Cy Feuer - There Goes My Heart – Marvin Hatley - Tropic Holiday – Boris Morros - The Goldwyn Follies – Alfred Newman - Mad About Music – Charles Previn e Frank Skinner - Jezebel – Max Steiner - Girls' School – Morris Stoloff e Gregory Stone - Sweethearts – Herbert Stothart - The Young in Heart – Franz Waxman | Melhor Canção original - "Thanks for the Memory" por The Big Broadcast of 1938 – Música de Ralph Rainger; Letra de Leo Robin - "Always and Always" por Mannequin (1937) Música de Edward Ward; Letra de Chet Forrest e Bob Wright - "Change Partners" por Carefree – Música e Letra de Irving Berlin - "The Cowboy and the Lady" por The Cowboy and the Lady – Música de Lionel Newman; Letra de Arthur Quenzer - "Dust" por Under Western Stars – Música e Letra de Johnny Marvin - "Jeepers Creepers" por Going Places Música de Harry Warren; Letra de Johnny Mercer - "Merrily We Live" por Merrily We Live – Música de Phil Charig; Letra de Arthur Quenzer - "A Mist Over the Moon" por The Lady Objects – Música de Ben Oakland; Letra de Oscar Hammerstein II - "My Own" por That Certain Age – Música de Jimmy McHugh; Letra de Harold Adamson - "Now It Can Be Told" por Alexander's Ragtime Band – Música e Letra de Irving Berlin |
| Melhor Trilha Sonora/Banda Sonora Original - The Adventures of Robin Hood – Erich Wolfgang Korngold - Pacific Liner – Russell Bennett - If I Were King – Richard Hageman - Block-Heads – Marvin Hatley - Blockade – Werner Janssen - The Cowboy and the Lady – Alfred Newman - Suez – Louis Silvers - Marie Antoinette – Herbert Stothart - The Young in Heart – Franz Waxman - Army Girl – Victor Young - Breaking the Ice – Victor Young | Melhor Mixagem/mistura de Som - The Cowboy and the Lady – Thomas T. Moulton - You Can't Take It With You – John P. Livadary - Merrily We Live – Elmer Raguse - Sweethearts – Douglas Shearer - If I Were King – Loren L. Ryder - Army Girl – Charles L. Lootens - Vivacious Lady – John O. Aalberg - Suez – Edmund H. Hansen - That Certain Age – Bernard B. Brown - Four Daughters – Nathan Levinson |
| Melhor Direção de Arte - The Adventures of Robin Hood – Carl Jules Weyl - The Goldwyn Follies – Richard Day - If I Were King – Hans Dreier e John B. Goodman - Marie Antoinette – Cedric Gibbons - Holiday – Stephen Goosson e Lionel Banks - Merrily We Live – Charles D. Hall - Alexander's Ragtime Band – Bernard Herzbrun e Boris Leven - Mad About Music – Jack Otterson - Carefree – Van Nest Polglase - Algiers – Alexander Toluboff - As Aventuras de Tom Sawyer – Lyle R. Wheeler | Melhor Cinematografia/Fotografia - The Great Waltz – Joseph Ruttenberg - Merrily We Live – Norbert Brodine - Vivacious Lady – Robert De Grasse - Jezebel – Ernest Haller - Algiers – James Wong Howe - Suez – Peverell Marley - Army Girl – Ernest Miller e Harry J. Wild - The Buccaneer – Victor Milner - The Young in Heart – Leon Shamroy - Mad About Music – Joseph Valentine - You Can't Take It With You – Joseph Walker |
| Melhor Edição/Montagem - The Adventures of Robin Hood – Ralph Dawson - The Great Waltz – Tom Held - Test Pilot – Tom Held - You Can't Take It With You – Gene Havlick - Alexander's Ragtime Band – Barbara McLean | Melhor Animação em Curta-metragem - Ferdinand the Bull – Walt Disney Productions e RKO Radio - Brave Little Tailor – Walt Disney Productions e RKO Radio - Good Scouts – Walt Disney Productions e RKO Radio - Hunky and Spunky – Paramount - Mother Goose Goes Hollywood – Walt Disney Productions e RKO Radio |

### Prêmios Especiais[3]
- A Deanna Durbin e Mickey Rooney pela sua contribuição significativa em trazer às telas o espírito e a personificação da juventude, e como jovens atores estabelecendo um alto padrão de habilidade e realização.
- A Harry M. Warner em reconhecimento ao serviço patriótico na produção de curtas históricos que apresentam episódios significativos na luta inicial do povo americano pela liberdade.
- A J. Arthur Ball por suas contribuições excepcionais para o avanço da cor na Fotografia de Cinema.
- A Walt Disney por Branca de Neve e os Sete Anões, reconhecido como uma inovação significativa na tela que encantou milhões e iniciou um grande novo campo de entretenimento para o cinema de animação.
- Pela realização excepcional na criação de Efeitos Fotográficos e Sonoros Especiais na produção da Paramount, Spawn of the North. Efeitos Especiais de Gordon Jennings, assistido por Jan Domela, Dev Jennings, Irmin Roberts e Art Smith. Transparências de Farciot Edouart, assistido por Loyal Griggs. Efeitos Sonoros de Loren Ryder, assistido por Harry Mills, Louis H. Mesenkop e Walter Oberst.
- A Oliver Marsh e Allen Davey pela cinematografia colorida da produção da Metro-Goldwyn-Mayer, Sweethearts.

### Prêmio Memorial Irving G. Thalberg
- Hal B. Wallis

Os outros indicados foram: Samuel Goldwyn, Joe Pasternak, David O. Selznick, Hunt Stromberg, Walter Wanger e Darryl F. Zanuck.

### Múltiplas indicações
- 7 indicações: You Can't Take it With You
- 6 indicações: Alexander's Ragtime Band
- 5 indicações: Boys Town, Four Daughters, Jezebel e Merrily We Live
- 4 indicações: The Adventures of Robin Hood, Algiers, The Citadel, If I Were King, Mad About Music, Marie Antoinette e Pygmalion
- 3 indicações: Angels with Dirty Faces, Army Girl, Carefree, The Cowboy and the Lady, The Great Waltz, Suez, Test Pilot e The Young in Heart
- 2 indicações: Blockade, The Goldwyn Follies, Sweethearts, That Certain Age e Vivacious Lady